# Final Fantasy All the Bravest
Final Fantasy All the Bravest (Japans: (Japanese: ファイナルファンタジー オール ザ ブレイベスト Hepburn: Fainaru Fantajī ōru za bureibesuto) is een computerrollenspel, ontwikkeld door BitGroove en uitgebracht door Square Enix voor tablets. Het spel verenigt verschillende elementen uit eerdere Final Fantasy spellen.
Het spel ontving over het algemeen negatieve recensies.

## Gameplay
De speler moet een groot kwaad verslaan, dat bestaat uit de verschillende antagonisten van verschillende Final Fantasy spellen. Hiertoe moet hij een bepaald parcours over een wereldkaart  in Final Fantasy IV/V stijl volgen. Regelmatig moet hij monsters en eindbazen bevechten. De monsters en eindbazen zijn eveneens afkomstig uit de verschillende Final Fantasy spellen, zo vecht men o.a. tegen tonberry's, malboroughs, behemoths, goblins, Chaos, Exdeath, Golbez, Kefka en de Four Fiends.
Hiertoe heeft hij de beschikking over een groep van maximaal 42 karakters, van verschillende klassen uit Final Fantasy (Warrior, Dragoon, White Wizard etc.). De speler begint met 12 Warriors, maar mettertijd wordt de groep groter en krijgt hij toegang tot meerdere klassen. Door een karakter aan te tikken voert hij een aanval uit op de tegenstander, net zo lang tot de tegenstander gesneuveld is. Een geslaagde tegenaanval op een karakter zorgt dat dit sneuvelt. Wanneer alle leden zijn gesneuveld kan de speler de tablet wegleggen of iets anders doen en wachten tot de groepsleden terugkeren aangezien iedere 3 minuten een gesneuveld karakter terugkeert. Na maximaal anderhalf uur is de groep weer compleet. Als de tegenstanders allemaal gesneuveld zijn is het gevecht gewonnen.
In totaal zijn 25 klassen beschikbaar. Een karakter kan slechts bestuurd worden door hem met een tik op het scherm te laten aanvallen; andere acties zijn niet mogelijk. Tegen betaling kan men extra downloaden zoals de mogelijkheid personages als Terra, Squall, Rinoa of een moogle aan de groep toe te voegen, en 'zandlopers' (de mogelijkheid een groep terug te doen keren zonder te moeten wachten).
De muziek is eveneens afkomstig van verschillende NES en SNES Final Fantasy spellen.

## Ontvangst
Het spel is negatief ontvangen vanwege het gebrek aan verhaallijn, de snel vervelende gameplay,  en dure in-game purchases. Positief was men wel over de humor die in het spel verwerkt was, en de mate waaraan het spel aan de nostalgie refereert.
Recensies waren positief over het idee, maar vonden het slecht uitgewerkt. De prijs van het spel en met name die van de in-game aankopen werd zwaar bekritiseerd en betiteld als 'hebberig'. De gameplay vond men slecht: men kan personages niet ontwikkelen of verbeteren, men kan maar een pad op de kaart volgen, en voor gevechten kwam het erop neer zo snel mogelijk op de verschillende poppetjes op het scherm te tikken of zelfs de vinger over het scherm te vegen. Ook vond men het jammer dat er vrijwel geen verhaallijn is. 
Inmiddels het het spel als applicatie gratis te downloaden, maar zijn de 'in game' purchases nog steeds betaald.